# Cobeña
Cobeña är en kommun i Spanien. Den ligger i den autonoma regionen Madrid, i den centrala delen av landet, 24 km nordost om huvudstaden Madrid. Antalet invånare är 7 759 (2024). Arean är 20,84 kvadratkilometer. Cobeña gränsar till Algete, Ajalvir, Paracuellos de Jarama, San Sebastián de los Reyes och Daganzo de Arriba. 